# Ugo Calà
Ugo Calà (Catania, 9 agosto 1904 – Roma, 10 luglio 1983) è stato uno scacchista italiano.

## Biografia
Negli anni Venti partecipò a due incontri a squadre contro la rappresentativa siracusana e, giovane talento catanese, diede prova del suo valore, classificandosi secondo, alle spalle di Giuseppe Cancelliere, nel secondo torneo regionale disputatosi a Palermo al Caffè-Birreria Italia. 
Poi, dopo aver conseguito la laurea in Ingegneria, si trasferì definitivamente a Roma. 
Prese parte ai tornei di Foligno (1924), di Bologna, e nel 1925 conquistò il titolo di campione romano. La sua carriera fu da quel momento costellata da numerosi successi ed affermazioni sia in campo nazionale che internazionale. A Milano (1931) infatti conseguì la promozione a Maestro e gareggiò nella squadra italiana alle olimpiadi di Helsinki 1952 e di Amsterdam 1954.